# Австро-угорський гульден
Австрійський (австро-угорський) гу́льден (флори́н) — основна грошова одиниця Австрійської імперії з 1857 року, Австро-Угорщини — з 1867 року.

## Передумови
Усвідомлюючи необхідність зміни грошової системи і використовуючи певну політичну й економічну стабілізацію в державі уряд Австрійської імперії в середині 1850-х років розпочав підготовку до проведення грошової реформи. При цьому він сподівався на зближення з німецькими державами. Певною мірою це стало продовженням традицій, зароджених у середині XVIII століття, коли було закладено основи конвенційної монетної системи. Наступними кроками у цьому напрямі стало створення 1815 року Німецького Союзу, частина членів якого тяжіли до Австрії, яка намагалася не допустити домінування у ньому Пруссії. Важливу роль у пропагуванні монетних реформ виконував утворений 1833 року Митний Союз, який об'єднав 18 німецьких держав. Його завдання полягало у підготовці до політичного та економічного об'єднання Німеччини шляхом ліквідації митних бар'єрів та уніфікації монетних систем. Провідну роль у цьому Союзі прагнула відігравати Пруссія. 1837 року низка держав Південної Німеччини — членів Митного Союзу — уклали нову монетну конвенцію. У наступному році Пруссія підписала з ними Дрезденську конвенцію, згідно з якою два прусських талери мали відповідати трьом південно-німецьким гульденам. Дана конвенція була побудована на засадах срібного монометалізму — грошової системи, за якої основним мірилом вартості та законним засобом платежу було срібло.
Намагаючись посилити свій вплив на німецькі держави, австрійський уряд ще 1853 року запропонував Пруссії укласти митний договір з Австрією і запровадити на території обох держав єдину грошову одиницю на засадах золотого монометалізму. Однак прусський уряд відмовився від запропонованих пропозицій, наполягаючи на визнанні срібла основним валютним металом. Австрійський міністр фінансів барон фон Баумгартнер не погоджувався з цим, висуваючи при цьому економічні аргументи. Така позиція міністра не узгоджувалася з політичними планами імперії, що спричинило заміну його палким прихильником ідеї німецького єднання фон Бруком. 1856 року за його ініціативою у Відні відбувся австро-німецький монетний конгрес, на якому було вироблено засади майбутнього монетного союзу. 24 січня 1857 року Австрія і держави Німецького Митного Союзу підписали монетну конвенцію, яка уніфікувала їхні валютні системи. На її основі в обіг запроваджувалася так звана союзна монета (Vereinsmunze). Основним її номіналом був союзний талер (Vereinstaler). Новою спільною монетно-ваговою одиницею, замість кельнської марки, став так званий важкий митний фунт (Zollpfund) вагою 500 г. З цієї кількості срібного монетного сплаву 900-ї проби карбували ЗО союзних талерів, що дорівнювали 45 австрійським гульденам. Вага кожного союзного талера становила 18,518 г, у тому числі 16,666 г чистого срібла. Впродовж 1857—1867 років на монетних дворах у Відні, Кремниці, Празі, Карлсбурзі, а також у Мілані та Венеції випустили понад 30 млн штук союзних талерів. Крім цього, у 1865—1867 роках у Відні виготовили понад 25 725 тисяч штук подвійних союзних талерів.
Для потреб міжнародної торгівлі і здійснення міждержавних платежів випускалися спеціальні золоті торгові монети — золоті крони та 1⁄2 крони. Золота крона важила 11,111 г золота 900-ї проби. Цих номіналів випустили небагато: 796 тисяч 1-кронових і 27 тисяч 1⁄2-кронових монет. У внутрішньому грошовому обігу крони оцінювалися по 12 флоринів 6 крейцерів, а 1⁄2 крон — 6 флоринів 33 крейцери. Крім того, Австрія зберегла за собою право карбувати так звані талери Марії Терезії, або левантійські талери, які використовувалися для потреб східної торгівлі. їх метрологічні показники дорівнювали конвенційній монетній стопі 1753 року і оцінювалися по 2 флорини 10 крейцерів.
Подальшим кроком у проведенні грошової реформи стала зміна внутрішньої монетної системи Австрійської імперії. Замість віденської валюти, яка функціонувала з 1816 року, 19 вересня 1857 року імператорський указ запровадив австрійську валюту (Oesterreichiscfie Wahrung). її основним номіналом став флорин (гульден) австрійської валюти, що поділявся на 100 нових крейцерів. Одночасно встановлювався обмінний курс старої та нової валют: 1 гульден монетами, випущеними за конвенційною монетною стопою, обмінювався на 1,05 гульдена австрійської валюти, а 1 гульден віденської валюти мав дорівнювати 0,42 гульдена австрійської валюти. 1 грудня 1858 року, відповідно до імператорського патенту, нова валюта стала єдиним законним платіжним засобом.
Одночасно з запровадженням у країні системи срібного монометалізму і проведенням внутрішньої грошової реформи змінили й структуру монетних номіналів. З 19 вересня 1857 року на монетних дворах у Відні, Кремниці, Карлсбурзі та Венеції, а з наступного року й у Мілані розпочалася емісія нових гульденів, які випускалися зі срібла 900-ї проби вагою 12,35 г (11,11 чистого срібла). З 1868 року карбування цих монет в австрійській частині монархії зосередили лише на Віденському монетному дворі. З 1859 року розпочалося виробництво 2-флоринових монет. Повновартісними монетами вважалися також 1⁄4 флорина, що карбувалися зі срібла 520-ї проби (вага 5,34 г, у тому числі 2,77 г чистого срібла). Розмінними номіналами були білонні 5 та 10 нових крейцерів.
Зазнали змін і метрологічні показники емісії мідних монет. З віденського центнера міді (50 кг) карбували монет на суму 160 гульденів австрійської валюти. З 1858 року на всіх монетних дворах імперії карбувалися мідні монети номіналом 1 та 5/10 нового крейцера, а з 21 жовтня 1860 року в обіг ввели ще й 4 крейцери. Обсяги монетного карбування були доволі значними. За підрахунками О. Огуя, у 1857—1867 роках виготовили близько 100 млн штук монет номіналом 5/10-крейцерових, близько 1361 млн штук 1-крейцерових, близько 43,7 млн штук 4-крейцерових, близько 7937 тис штук 5-крейцерових, близько 4700 тис штук 10-крейцерових, близько 200 млн 1⁄4-флоринових, близько 48 млн флоринів та близько 1 млн штук 2-флоринових монет. Крім загальноімперських емісій, до 1862 року випускались також монети для італійських провінцій Австрії. У Мілані та Венеції карбували з міді 1, 3, 5,10 та 15 чентезімі, а згодом — 5/10 та 1 нове сольдо. Зі срібла випускали 1/2 та 1 ліру, 1/2 (3 ліри) та 1 скудо, а із золота — 1/2 соврано (20 лір) вартістю 6% гульдена та соврано (40 лір). Попри значні обсяги випуску, в країні надалі відчувався брак монет. Станом на 1868 рік, на одного жителя монархії, яка тоді налічувала майже 35 млн населення, припадало монет на суму 7,2 флорина, чого було явно недостатньо.
Одним із головних завдань грошової реформи 1857 року була уніфікація монетно-грошової системи Австрійської імперії. З 1858 року новозапроваджену австрійську валюту оголосли єдиною законною на всій території імперії. Для полегшення обміну різноманітних монет попереднього карбування на нову монету з 27 квітня 1858 року імперторським указом встановлювалося співвідношення між ними. Так, 2 гульдени конвенційної монети обмінювалися на 2 гульдени 10 крейцерів австрійської валюти, З крейцери конвенційної монети — на 5 крейцерів австрійської валюти, 6 крейцерів випуску 1848—1849 років — на 10 крейцерів АВ, 1 крейцер 1851 року — на 1,5 крейцера австрійської валюти тощо. Міністерство фінансів 1858 року оприлюднило офіційний перелік монет, які залишалися законними засобами обігу. Він містив як монети нового австрійського карбування, так і монет ну продукцію союзних держав. Тимчасово, до завершення обмінної операції, дозволялось використання монет попередніх австрійських емісій.
Одночасно проводився обмін паперових грошових знаків. При цьому з квітня по жовтень 1858 року 250 гульденів віденської валюти дорівнювали 100 гульденам конвенційною монетою. Були встановлені терміни вилучення з обігу банкнот різних номіналів та емісій. Так, знаки номіналом 1000 гульденів K.M. обмінювалися до 30 червня 1858 року, 50 та 100 гульденів — до 31 серпня 1858 року, 10 гульденів — до 31 жовтня того ж року. На практиці ці терміни часто продовжувалися. Так, 10-гульденові купюри на Буковині обмінювалися до березня 1860 року. З 1 листопада 1858 року Привілейований Національний Банк Австрії розпочав емісію банкнот номіналом 10, 100 та 1000 гульденів австрійської валюти. Ще раніше, з 1 січня цього ж року, в обігу з'явилися банкноти номіналом 1, 10, 100 та 1000 гульденів. Ці паперові грошові знаки на третину були забезпечені срібною та золотою монетою.
Перші кроки грошової реформи мали позитивні наслідки. Уряду вдалося скоротити дефіцит державного бюджету, суттєво зменшити кількість паперових грошових знаків в обігу. Вільний обмін банкнот на золоту та срібну монету тривав із 30 серпня 1858-го до 29 квітня 1859 року. Проте початок 1859 року війни з П'ємонтом та Францією завдав нищівного удару по грошово-фінансовій системі Австрійської імперії. З обігу знову почала зникати повновартісна монета, для покриття воєнних видатків уряд вдався до емісії банкнот. Особливо гостро відчувався брак дрібної розмінної монети вартістю 5 та 10 крейцерів. У зв'язку з цим випустили банкноти номіналом 10 крейцерів на суму 12 млн 378 тис гульденів. З 1859 року розпочалася емісія банкнот номінлом 5, 10 та 100 гульденів. Надалі становище австрійських фінансів ще більше погіршилось внаслідок невдалої війни з Пруссією 1866 року. Значно зросло ажіо при обміні банкнот на дзвінку монету: 1867 року воно перевищило 30% і на цьому рівні утримувалось ще декілька років. В обігу перебували монети на суму 13,8 млн гульденів австрійської валюти та банкнот на 499,8 млн гульденів. Дефіцит державного бюджету знову почав зростати і 1867 року він наблизився до 60 млн гульденів. Для його ліквідації уряд узяв позику банкнотами на суму 60 млн гульденів та векселями на суму 30 млн гульденів. Значну частину цих грошей використали для сплати воєнних репарацій Пруссії.
Не витримав випробувань і Монетний союз з німецькими державами, з якого Австрія вийшла після поразки у війні 1866 року. Певна альтернатива для австрійської фінансово-грошової політики виникла після переговорів з Францією та іншими країнами — членами Латинського монетного союзу. Створений наприкінці 1865 року, цей союз об'єднував Францію, Бельгію, Італію та Швейцарію, а з 1869 року — і Грецію. Всі вони зобов'язалися запровадити систему біметалізму при співвідношенні золота до срібла як 1:15,5. Основна грошова одиниця союзу — французький франк масою 6 г (4,5 г чистого срібла). Після тривалих консультацій Австро-Угорщина запровадила окремі засади монетного господарства, прийняті в країнах Латинського монетного союзу. 1870 року серед правлячої еліти монархії посилилось переконання у необхідності запровадження в країні системи золотого монометалізму. З цією метою розпочалося карбування золотих монет номіналом 4 та 8 флоринів, що метрологічно дорівнювали французьким 10- та 20-франковим монетам. Дана емісія, що велася у двох версіях — австрійській та угорській — продовжувалася до 1892 року.
Утворення 1867 року дуалістичної Австро-Угорської імперії внесло певні зміни в організацію монетно-грошового господарства країни. На території імперії запроваджувались єдині засади монетної справи, у тому числі єдина монетна стопа. Разом з тим банкноти та монети отримали нове графічне оформлення: монети, котрі карбувалися для австрійської частини монархії, містили зображення двоголового орла та легенди латинською мовою. На угорських монетах вміщувався герб Угорського королівства або корона святого Іштвана, а легенди на них вказувалися угорською мовою. З 1868 pоку, монетні двори імперії випускали торгові монети зі золота (1 та 4 дукати) та срібла (талери Марії Терезії), а також обігові — 1/4, 1 та 2 гульдени, 5/10, 1, 10 та 20 крейцерів. Одночасно в країні проводилась політика централізації монетної емісії. Крім цього, з 1868 року на землях австрійської частини монархії функціонував лише Віденський монетний двір, а на угорських землях — Кремніцький та Карсбурзький (закритий 1871 pоку). Відтоді і аж до розпаду Австро-Угорщини монети карбували лише у Відні та Кремніці.
Параметри монет дуалістичної монархії в основному дорівнювали монетній стопі 1857 року. Зміни стосувалися лише монет номіналом 10 та 20 крейцерів, які у значних обсягах випускалися у 1868—1872 pоках. 1870 pоку з обігу вилучили монети номіналом 6 крейцерів, випущені у 1848—1849 pоках, їх було прирівняно до 10 нових крейцерів. Упродовж 1867—1891 pоків монетні двори імперії виготовили мідної та срібної монети на суму не менше 350 млн флоринів, з них близько 267 млн становили 1-флоринові монети. Значними були й обсяги карбування золотих монет. Окрім традиційних 1- та 4-дукатових монет, зростала частка монет у 4 та 8 флоринів. Разом з тим значна частина цих монет використовувалася для проведення зовнішньоторговельних операцій.
Суттєво зросли й обсяги паперових грошових знаків, якими уряд намагався покрити величезні видатки, пов'язані з австро-прусською війною, а також з втратою Шлезвігу та Венеції. 1866 року випустили нові банкноти номіналом 1, 5 і 50 гульденів, яким надали примусовий обіговий курс. Загальна кількість банкнот у грошовому обігу імперії постійно зростала. Якщо 1849 року в обігу перебувало банкнот на суму 313,08 млн гульденів, то 1866 року ця сума становила 499,78 млн гульденів, а 1870 року — 649 млн гульденів. Держава знову опинилася на грані фінансової катастрофи. Наслідком австро-угорських домовленостей 1867 року стали зміни засад емісії банкнот. Надалі написи на одному боці банкноти виконувалися німецькою мовою, на другому — угорською. В обігу з'явилися банкноти Центральної рахункової каси номіналом 1 (емісії 1882 і 1888 років), 5 (емісія 1881 року) та 50 гульденів (емісія 1884 року) гульденів. 1880 року в обіг запровадили банкноти Австро-Угорського Банку номіналом 10, 100 та 1000 гульденів.
Різке зростання обсягів світового видобутку срібла призвело до небаченого падіння вартості цього дорогоцінного металу. 1873 року стався великий біржовий крах. Грошова система Австро-Угорщини, у якій головним валютним металом було срібло, відразу ж відчула згубні наслідки цього процесу. Вартість срібних монет почала зменшуватися. Для зупинення негативних тенденцій уряд ще 1872 року припинив карбування на Віденському монетному дворі білонних монет номіналом 10 та 20 крейцерів. Після 1875 року не емітували також 1⁄4-гульденові монети. Однак, попри ці заходи, негативні тенденції на монетному ринку імперії продовжували посилюватися.
1878 року курс повновартісних срібних монет впав нижче вартості банкнот. Особливо негативно на стан грошового обігу країни впливала система вільного карбування срібної монети, яку скасували лише 1879 року, але курс різних видів валюти продовжував коливатися. Так, 1889 року за 100 гульденів у золоті платили 118,58 гульдена у банкнотах, або 144,33 гульдена у срібній монеті. В умовах падіння на світових ринках вартості срібла цей метал став непридатним як засіб грошового обігу та основне мірило вартості. З огляду на це, уряд, слідом за іншими західноєвропейськими країнами, розпочав підготовку до грошової реформи — запровадження в Австро-Угорщині золотого монометалізму.
Після відповідної підготовки 1892 року імператор Франц Иосиф І разом з міністрами Штайнбахом, Тааффом та Шонборном в Оффензеє підписав закон про запровадження золотої кронової валюти. Закон ознаменував перехід країни до системи золотого монометалізму, основною грошово-лічильною одиницею в державі стала золота крона (корона), що поділялася на 100 гелерів.

## Купівельна спроможність
Монетно-грошовий обіг австрійської валюти був тісно пов'язаний з системою ціноутворення та оплати праці. Наприклад, 1862 року річна оплата праці вчителя реальної школи у Снятині становила 800 флоринів австрійської валюти. Щомісячна заробітна плата професора університету перевищувала 300 флоринів. 1890 роу некваліфікований робітник у Перемишлі отримував 68 крейцерів за день, тоді як майстер-муляр — 1,5 флорина. Тоді ж орендна плата за використання моргу (0,56 га) поля виносила 24 флорини на рік, а податкові платежі сільського десятиморгового господарства щорічно сплачувались в розмірі 70—75 флоринів. Ціни на окремі види товарів та послуг були такими: 1866 року чоботи коштували 8 флоринів, фунт ковбаси — 50 крейцерів, 1 кг пшеничного хліба — 14 крейцерів, центнер картоплі — 1 флорин. Упродовж другої половини XIX століття зростання цін та зміни оплати праці були незначними.

## Монети

### Монети австрійського типу

#### Звичайні випуски
| Монети Австрії 1857—1892 років           | Монети Австрії 1857—1892 років | Монети Австрії 1857—1892 років   | Монети Австрії 1857—1892 років | Монети Австрії 1857—1892 років | Монети Австрії 1857—1892 років | Монети Австрії 1857—1892 років | Монети Австрії 1857—1892 років                                                                                          | Монети Австрії 1857—1892 років                   |
| Зображення                               | Зображення                     | Номінал                          | Діаметр (мм)                   | Маса (г)                       | Опис                           | Опис | Опис | Роки карбування                                  |
| Аверс                                    | Реверс                         | Номінал                          | Діаметр (мм)                   | Маса (г)                       | Гурт                           | Аверс | Реверс | Роки карбування                                  |
| ---------------------------------------- | ------------------------------ | -------------------------------- | ------------------------------ | ------------------------------ | ------------------------------ | --- | --- | ------------------------------------------------ |
|                                          |                                | 5⁄10 крейцера                    | 17                             | 1,667                          | Гладкий                        | Номінал, дата, знак монетного двору | «K•K•OESTERREICHISCHE SCHEIDEMÜNZE», малий орел (перо не торкається кулі)                                               | 1858–1861, 1863—1866                             |
|                                          |                                | 5⁄10 крейцера                    | 17                             | 1,667                          | Гладкий                        | Номінал, дата, без знака монетного двору | «K•K•OESTERREICHISCHE SCHEIDEMÜNZE», малий орел (перо не торкається кулі)                                               | 1877, 1881, 1885                                 |
|                                          |                                | 5⁄10 крейцера                    | 17                             | 1,667                          | Гладкий                        | Номінал, дата, без знака монетного двору | «K•K•OESTERREICHISCHE SCHEIDEMÜNZE», великий орел (перо торкається кулі)                                                | 1885, 1891                                       |
|                                          |                                | 1 крейцер                        | 19                             | 3,333                          | Гладкий                        | Номінал, дата, знак монетного двору | «K•K•OESTERREICHISCHE SCHEIDEMÜNZE», маленький орел (перо не торкається кулі)                                           | 1858–1863, 1873                                  |
|                                          |                                | 1 крейцер                        | 19                             | 3,333                          | Гладкий                        | Номінал, дата, без знака монетного двору | «K•K•OESTERREICHISCHE SCHEIDEMÜNZE», маленький орел (перо не торкається кулі)                                           | 1878, 1879, 1881                                 |
|                                          |                                | 1 крейцер                        | 19                             | 3,333                          | Гладкий                        | Номінал, дата, без знака монетного двору | «K•K•OESTERREICHISCHE SCHEIDEMÜNZE», великий орел (перо торкається кулі)                                                | 1885, 1891                                       |
|                                          |                                | 4 крейцера                       | 27                             | 13,333                         | Гладкий                        | Номінал, дата, знак монетного двору | «K•K•OESTERREICHISCHE SCHEIDEMÜNZE», великий орел                                                                       | 1860, 1861, 1864                                 |
|                                          |                                | 5 крейцерів                      | 16                             | 1,333 g 375 ‰ Ag, 625 ‰ Cu     | Рифлений                       | «SCHEIDE MÜNZE», корона, номінал, знак монетного двору                                                                                             | «FRANZ JOSEPH I•V•G•G•KAISER V•OESTERREICH», Франц Йосиф I                                                              | 1858–1860, 1863, 1864                            |
|                                          |                                | 5 крейцерів                      | 16                             | 1,333 g 375 ‰ Ag, 625 ‰ Cu     | Рифлений                       | «SCHEIDE MÜNZE», корона, номінал, знак монетного двору                                                                                             | «FRANZ JOSEPH I•V•G•G•KAISER V•OESTERREICH», Франц Йосиф І з густішою бородою                                           | 1867                                             |
|                                          |                                | 10 крейцерів                     | 18                             | 2,000 500 ‰ Ag, 500 ‰ Cu       | Рифлений                       | «SCHEIDE MÜNZE», корона, номінал, знак монетного двору                                                                                             | «FRANZ JOSEPH I•V•G•G•KAISER V•OESTERREICH», Франц Йосиф I                                                              | 1858–1865                                        |
|                                          |                                | 10 крейцерів                     | 18                             | 2,000 500 ‰ Ag, 500 ‰ Cu       | Рифлений                       | «SCHEIDE MÜNZE», корона, номінал, знак монетного двору                                                                                             | «FRANZ JOSEPH I•V•G•G•KAISER V•OESTERREICH», Франц Йосиф І з густішою бородою                                           | 1867                                             |
|                                          |                                | 10 крейцерів                     | 18                             | 1,666 g 400 ‰ Ag, 600 ‰ Cu     | Гладкий                        | «HVNGAR•BOHEM•GAL•LOD•ILL•REX A•A•»,, дата, великий орел, номінал в гербі, без знака монетного двору                                               | «FRANC•IOS•I•D•G•AVSTRIAE IMPERATOR», Франц Йосиф I                                                                     | 1868–1872                                        |
|                                          |                                | 20 крейцерів                     | 21                             | 2,666 500 ‰ Ag, 500 ‰ Cu       | Гладкий                        | «HVNGAR•BOHEM•GAL•LOD•ILL•REX A•A•»,, дата, великий орел, номінал в гербі, без знака монетного двору                                               | «FRANC•IOS•I•D•G•AVSTRIAE IMPERATOR», Франц Йосиф I                                                                     | 1868–1870, 1872                                  |
|                                          |                                | 1⁄4 гульдена                     | 23                             | 5,341 520 ‰ Ag, 480 ‰ Cu       | «VIRIBVS VNITIS»               | «HVNG•BOH•LOMB•ET VEN•GAL•LOD•ILL•REX A•A•», дата, великий орел, мала цифра номіналу, нахилена лінія дробу                                         | «FRANC•IOS•I•D•G•AVSTRIAE IMPERATOR», Франц Йосиф I, знак монетного двору                                               | 1857–1859                                        |
|                                          |                                | 1⁄4 гульдена                     | 23                             | 5,341 520 ‰ Ag, 480 ‰ Cu       | «VIRIBVS VNITIS»               | «HVNG•BOH•LOMB•ET VEN•GAL•LOD•ILL•REX A•A•», дата, малий орел, більша цифра номіналу, пряма лінія дробу                                            | «FRANC•IOS•I•D•G•AVSTRIAE IMPERATOR», Франц Йосиф I, знак монетного двору                                               | 1859–1865                                        |
|                                          |                                | 1⁄4 гульдена                     | 23                             | 5,341 520 ‰ Ag, 480 ‰ Cu       | «VIRIBVS VNITIS»               | «HVNG•BOH•LOMB•ET VEN•GAL•LOD•ILL•REX A•A•», дата, малий орел, більша цифра номіналу, пряма лінія дробу                                            | «FRANC•IOS•I•D•G•AVSTRIAE IMPERATOR», Франц Йосиф I з густішою бородою, знак монетного двору                            | 1866                                             |
|                                          |                                | 1⁄4 гульдена                     | 23                             | 5,341 520 ‰ Ag, 480 ‰ Cu       | «VIRIBVS VNITIS»               | «HVNGAR•BOHEM•GAL•LOD•ILL•REX A•A•», маленький орел, більша цифра номіналу, пряма лінія дробу                                                      | «FRANC•IOS•I•D•G•AVSTRIAE IMPERATOR», Франц Йосиф I з густішою бородою, знак монетного двору                            | 1867–1871                                        |
|                                          |                                | 1⁄4 гульдена                     | 23                             | 5,341 520 ‰ Ag, 480 ‰ Cu       | «VIRIBVS VNITIS»               | «HVNGAR•BOHEM•GAL•LOD•ILL•REX A•A•», маленький орел, більша цифра номіналу, пряма лінія дробу                                                      | «FRANC•IOS•I•D•G•AVSTRIAE IMPERATOR», Франц Йосиф I з густішою бородою, без знака монетного двору                       | 1872–1875                                        |
|                                          |                                | 1 гульден                        | 29                             | 12,345 900 ‰ Ag, 100 ‰ Cu      | «VIRIBVS VNITIS»               | «HVNG•BOH•LOMB•ET VEN•GAL•LOD•ILL•REX A•A•», дата, великий орел, номінал                                                                           | «FRANC•IOS•I•D•G•AVSTRIAE IMPERATOR», Франц Йосиф І, знак монетного двору, петля вінка висока                           | 1857–1866                                        |
|                                          |                                | 1 гульден                        | 29                             | 12,345 900 ‰ Ag, 100 ‰ Cu      | «VIRIBVS VNITIS»               | «HVNG•BOH•LOMB•ET VEN•GAL•LOD•ILL•REX A•A•», дата, великий орел, номінал                                                                           | «FRANC•IOS•I•D•G•AVSTRIAE IMPERATOR», Франц Йосиф І, знак монетного двору, петля вінка низька                           | 1866                                             |
|                                          |                                | 1 гульден                        | 29                             | 12,345 900 ‰ Ag, 100 ‰ Cu      | «VIRIBVS VNITIS»               | «HVNGAR•BOHEM•GAL•LOD•ILL•REX A•A•», дата, великий орел, номінал                                                                                   | «FRANC•IOS•I•D•G•AVSTRIAE IMPERATOR», Франц Йосиф І, знак монетного двору, петля вінка низька                           | 1867–1872                                        |
|                                          |                                | 1 гульден                        | 29                             | 12,345 900 ‰ Ag, 100 ‰ Cu      | «VIRIBVS VNITIS»               | «HVNGAR•BOHEM•GAL•LOD•ILL•REX A•A•», дата, великий орел, номінал                                                                                   | «FRANC•IOS•I•D•G•AVSTRIAE IMPERATOR», Франц Йосиф І, знак монетного двору, петля вінка низька                           | 1872–1892                                        |
|                                          |                                | 1 союзний талер = 1 1⁄2 гульдена | 33                             | 18,518 900 ‰ Ag, 100 ‰ Cu      | «MIT VEREINTEN KRAEFTEN»       | «EIN VEREINSTHALER XXX EIN PFUND FEIN», дата, великий орел, без номіналу                                                                           | «FRANZ JOSEPH I•V•G•G•KAISER V•OESTERREICH», Франц Йосиф І, знак монетного двору, петля вінка висока                    | 1857–1865                                        |
|                                          |                                | 1 союзний талер = 1 1⁄2 гульдена | 33                             | 18,518 900 ‰ Ag, 100 ‰ Cu      | «MIT VEREINTEN KRAEFTEN»       | «EIN VEREINSTHALER XXX EIN PFUND FEIN», дата, великий орел, без номіналу                                                                           | «FRANZ JOSEPH I•V•G•G•KAISER V•OESTERREICH», Франц Йосиф І з густішою бородою, знак монетного двору, петля вінка низька | 1866–1867                                        |
|                                          |                                | 2 гульдена                       | 36                             | 24,691 900 ‰ Ag, 100 ‰ Cu      | «VIRIBVS VNITIS»               | «HVNG•BOH•LOMB•ET VEN•GAL•LOD•ILL•REX A•A•», дата, великий орел, номінал                                                                           | «FRANC•IOS•I•D•G•AVSTRIAE IMPERATOR», Франц Йосиф І, знак монетного двору, петля вінка висока                           | 1858–1860, 1862—1865                             |
|                                          |                                | 2 гульдена                       | 36                             | 24,691 900 ‰ Ag, 100 ‰ Cu      | «VIRIBVS VNITIS»               | «HVNG•BOH•LOMB•ET VEN•GAL•LOD•ILL•REX A•A•», дата, великий орел, номінал                                                                           | «FRANC•IOS•I•D•G•AVSTRIAE IMPERATOR», Франц Йосиф І, знак монетного двору, петля вінка низька                           | 1866                                             |
|                                          |                                | 2 гульдена                       | 36                             | 24,691 900 ‰ Ag, 100 ‰ Cu      | «VIRIBVS VNITIS»               | «HVNGAR•BOHEM•GAL•LOD•ILL•REX A•A•», дата, великий орел, номінал                                                                                   | «FRANC•IOS•I•D•G•AVSTRIAE IMPERATOR», Франц Йосиф І, знак монетного двору, петля вінка низька                           | 1867–1872                                        |
|                                          |                                | 2 гульдена                       | 36                             | 24,691 900 ‰ Ag, 100 ‰ Cu      | «VIRIBVS VNITIS»               | «HVNGAR•BOHEM•GAL•LOD•ILL•REX A•A•», дата, великий орел, номінал                                                                                   | «FRANC•IOS•I•D•G•AVSTRIAE IMPERATOR», Франц Йосиф І, без знаку монетного двору, петля вінка низька                      | 1872–1892                                        |
|                                          |                                | 2 союзних талера = 3 гульдена    | 41                             | 37,037 900 ‰ Ag, 100 ‰ Cu      | «MIT VEREINTEN KRAEFTEN»       | «ZWEI VEREINSTHALER XV EIN PFUND FEIN», дата, великий орел, без номіналу                                                                           | «FRANZ JOSEPH I•V•G•G•KAISER V•OESTERREICH», Франц Йосиф I, знак монетного двору                                        | 1865                                             |
|                                          |                                | 2 союзних талера = 3 гульдена    | 41                             | 37,037 900 ‰ Ag, 100 ‰ Cu      | «MIT VEREINTEN KRAEFTEN»       | «ZWEI VEREINSTHALER XV EIN PFUND FEIN», дата, великий орел, без номіналу                                                                           | «FRANZ JOSEPH I•V•G•G•KAISER V•OESTERREICH», Франц Йосиф I з густішою бородою, знак монетного двору                     | 1866–1867                                        |
|                                          |                                | 1 дукат                          | 20                             | 3,490 986 ‰ Au, 14 ‰ Cu        | Рифлений                       | «HVNG•BOH•LOMB•ET VEN•GAL•LOD•ILL•REX A•A•», Орел, дата, без номіналу                                                                              | «FRANC•IOS•I•D•G•AVSTRIAE IMPERATOR», Франц Йосиф I без бороди, голова праворуч, знак монетного двору                   | 1852–1859                                        |
|                                          |                                | 1 дукат                          | 20                             | 3,490 986 ‰ Au, 14 ‰ Cu        | Рифлений                       | «HVNG•BOH•LOMB•ET VEN•GAL•LOD•ILL•REX A•A•», Орел, дата, без номіналу                                                                              | «FRANC•IOS•I•D•G•AVSTRIAE IMPERATOR», Франц Йосиф I з бородою, голова праворуч, знак монетного двору                    | 1860–1865                                        |
|                                          |                                | 1 дукат                          | 20                             | 3,490 986 ‰ Au, 14 ‰ Cu        | Рифлений                       | «HVNG•BOH•LOMB•ET VEN•GAL•LOD•ILL•REX A•A•», Орел, дата, без номіналу                                                                              | «FRANC•IOS•I•D•G•AVSTRIAE IMPERATOR», Франц Йосиф I з густішою бородою, голова праворуч, знак монетного двору           | 1866                                             |
|                                          |                                | 1 дукат                          | 20                             | 3,490 986 ‰ Au, 14 ‰ Cu        | Рифлений                       | «HVNGAR•BOHEM•GAL•LOD•ILL•REX A•A•», Орел, дата, без номіналу                                                                                      | «FRANC•IOS•I•D•G•AVSTRIAE IMPERATOR», Франц Йосиф I з густішою бородою, голова праворуч, знак монетного двору           | 1867–1872                                        |
|                                          |                                | 1 дукат                          | 20                             | 3,490 986 ‰ Au, 14 ‰ Cu        | Рифлений                       | «HVNGAR•BOHEM•GAL•LOD•ILL•REX A•A•», Орел, дата, без номіналу                                                                                      | «FRANC•IOS•I•D•G•AVSTRIAE IMPERATOR», Франц Йосиф I з густішою бородою, голова праворуч, без знака монетного двору      | 1872–1914                                        |
|                                          |                                | 1 дукат                          | 20                             | 3,490 986 ‰ Au, 14 ‰ Cu        | Рифлений                       | «HVNGAR•BOHEM•GAL•LOD•ILL•REX A•A•», Орел, дата, без номіналу                                                                                      | «FRANC•IOS•I•D•G•AVSTRIAE IMPERATOR», Франц Йосиф I з густішою бородою, голова праворуч, без знака монетного двору      | 1915 (новороб)                                   |
|                                          |                                | 1 дукат                          | 20                             | 3,490 986 ‰ Au, 14 ‰ Cu        | Рифлений                       | «HVNGAR•BOHEM•GAL•LOD•ILL•REX A•A•», Орел, дата, без номіналу                                                                                      | «FRANC•IOS•I•D•G•AVSTRIAE IMPERATOR», Франц Йосиф I з густішою бородою, голова праворуч, без знака монетного двору      | 1951 (Fehlprägung)                               |
|                                          |                                | 1 дукат                          | 20                             | 3,490 986 ‰ Au, 14 ‰ Cu        | Рифлений                       | «REX•LOMB•ET•VEN•DALM•GAL•LOD•ILL•A•A•», орел, дата «1898» під орлом, дата «1848-1851», без номіналу (спеціальне карбування до 50-річчя правління) | «FRANC•IOS•I•D•G•AVSTR•IMP•HVNG•BOH•REX», Франц Йосиф I без бороди, голова ліворуч, знак монетного двору                | 1898                                             |
|                                          |                                | 4 дуката                         | 40                             | 13,960 986 ‰ Au, 14 ‰ Cu       | Рифлений                       | «HVNG•BOH•LOMB•ET VEN•GAL•LOD•ILL•REX A•A•», орел, дата, номінал                                                                                   | «FRANC•IOS•I•D•G•AVSTRIAE IMPERATOR•», Франц Йосиф I без бороди, лавровий вінок з ягодами, знак монетного двору         | 1852–1859                                        |
|                                          |                                | 4 дуката                         | 40                             | 13,960 986 ‰ Au, 14 ‰ Cu       | Рифлений                       | «HVNG•BOH•LOMB•ET VEN•GAL•LOD•ILL•REX A•A•», орел, дата, номінал                                                                                   | «FRANC•IOS•I•D•G•AVSTRIAE IMPERATOR•», Франц Йосиф I без бороди, лавровий вінок без ягід, знак монетного двору          | 1854–1855                                        |
|                                          |                                | 4 дуката                         | 40                             | 13,960 986 ‰ Au, 14 ‰ Cu       | Рифлений                       | «HVNG•BOH•LOMB•ET VEN•GAL•LOD•ILL•REX A•A•», орел, дата, номінал                                                                                   | «FRANC•IOS•I•D•G•AVSTRIAE IMPERATOR•», Франц Йосиф I з бородою, знак монетного двору                                    | 1860–1865                                        |
|                                          |                                | 4 дуката                         | 40                             | 13,960 986 ‰ Au, 14 ‰ Cu       | Рифлений                       | «HVNG•BOH•LOMB•ET VEN•GAL•LOD•ILL•REX A•A•», орел, дата, номінал                                                                                   | «FRANC•IOS•I•D•G•AVSTRIAE IMPERATOR•», Франц Йосиф I з густішою бородою, знак монетного двору                           | 1866                                             |
|                                          |                                | 4 дуката                         | 40                             | 13,960 986 ‰ Au, 14 ‰ Cu       | Рифлений                       | «HVNGAR•BOHEM•GAL•LOD•ILL•REX A•A•», орел, дата, номінал                                                                                           | «FRANC•IOS•I•D•G•AVSTRIAE IMPERATOR•», Франц Йосиф I з густішою бородою, знак монетного двору                           | 1867–1872                                        |
|                                          |                                | 4 дуката                         | 40                             | 13,960 986 ‰ Au, 14 ‰ Cu       | Рифлений                       | «HVNGAR•BOHEM•GAL•LOD•ILL•REX A•A•», орел, дата, номінал                                                                                           | «FRANC•IOS•I•D•G•AVSTRIAE IMPERATOR•», Франц Йосиф I з густішою бородою, без знака монетного двору                      | 1872–1914                                        |
|                                          |                                | 4 дуката                         | 40                             | 13,960 986 ‰ Au, 14 ‰ Cu       | Рифлений                       | «HVNGAR•BOHEM•GAL•LOD•ILL•REX A•A•», орел, дата, номінал                                                                                           | «FRANC•IOS•I•D•G•AVSTRIAE IMPERATOR•», Франц Йосиф I з густішою бородою, без знака монетного двору                      | 1915 (новороб)                                   |
|                                          |                                | 1⁄2 союзної крони                | 20                             | 5,555 900 ‰ Au, 100 ‰ Cu       | «MIT VEREINTEN KRAEFTEN»       | «VEREINSMÜNZE 100 EIN PFUND FEIN», дата, номінал                                                                                                   | «FRANZ JOS•I•V•G•G•KAISER V•OESTERREICH», Франц Йосиф I, знак монетного двору                                           | 1858–1865                                        |
|                                          |                                | 1⁄2 союзної крони                | 20                             | 5,555 900 ‰ Au, 100 ‰ Cu       | «MIT VEREINTEN KRAEFTEN»       | «VEREINSMÜNZE 100 EIN PFUND FEIN», дата, номінал                                                                                                   | «FRANZ JOS•I•V•G•G•KAISER V•OESTERREICH», Франц Йосиф І з густішою бородою, знак монетного двору                        | 1866                                             |
|                                          |                                | 1 союзна крона                   | 24                             | 11,111 900 ‰ Au, 100 ‰ Cu      | «MIT VEREINTEN KRAEFTEN»       | «VEREINSMÜNZE 50 EIN PFUND FEIN», дата, номінал | «FRANZ JOSEPH I•V•G•G•KAISER V•OESTERREICH», Франц Йосиф I, знак монетного двору                                        | 1858–1865                                        |
|                                          |                                | 1 союзна крона                   | 24                             | 11,111 900 ‰ Au, 100 ‰ Cu      | «MIT VEREINTEN KRAEFTEN»       | «VEREINSMÜNZE 50 EIN PFUND FEIN», дата, номінал | «FRANZ JOSEPH I•V•G•G•KAISER V•OESTERREICH», Франц Йосиф І з густішою бородою, знак монетного двору                     | 1866                                             |
|                                          |                                | 4 гульдена = 10 франків          | 19                             | 3,225 900 ‰ Au, 100 ‰ Cu       | «VIRIBVS VNITIS»               | «IMPERIVM AVSTRIACVM», орел, дата, номінал | «FRANCISCVS•IOSEPHVS•I•D•G•IMPERATOR•ET•REX•», Франц Йосиф I                                                            | 1870–1872, 1877—1878, 1881, 1883—1885, 1888—1891 |
|                                          |                                | 4 гульдена = 10 франків          | 19                             | 3,225 900 ‰ Au, 100 ‰ Cu       | «VIRIBVS VNITIS»               | «IMPERIVM AVSTRIACVM», орел, дата, номінал | «FRANCISCVS•IOSEPHVS•I•D•G•IMPERATOR•ET•REX•», Франц Йосиф I                                                            | 1892 (новороб)                                   |
|                                          |                                | 8 гульденів = 20 франків         | 21                             | 6,451 900 ‰ Au, 100 ‰ Cu       | «VIRIBVS VNITIS»               | «IMPERIVM AVSTRIACVM», орел, дата, номінал | «FRANCISCVS•IOSEPHVS•I•D•G•IMPERATOR•ET•REX•», Франц Йосиф I                                                            | 1870–1891                                        |
|                                          |                                | 8 гульденів = 20 франків         | 21                             | 6,451 900 ‰ Au, 100 ‰ Cu       | «VIRIBVS VNITIS»               | «IMPERIVM AVSTRIACVM», орел, дата, номінал | «FRANCISCVS•IOSEPHVS•I•D•G•IMPERATOR•ET•REX•», Франц Йосиф I                                                            | 1892 (Neuprägung)                                |
| Примітки: 1. 2. 3. 4. 5. 6. 7. 8. 9. 10. |                                |                                  |                                |                                |                                | | |                                                  |

#### Спеціальні випуски
| Монети Австрії спеціальних випусків 1857—1892 років (вибірково)                                       | Монети Австрії спеціальних випусків 1857—1892 років (вибірково) | Монети Австрії спеціальних випусків 1857—1892 років (вибірково) | Монети Австрії спеціальних випусків 1857—1892 років (вибірково) | Монети Австрії спеціальних випусків 1857—1892 років (вибірково) | Монети Австрії спеціальних випусків 1857—1892 років (вибірково)   | Монети Австрії спеціальних випусків 1857—1892 років (вибірково) | Монети Австрії спеціальних випусків 1857—1892 років (вибірково) | Монети Австрії спеціальних випусків 1857—1892 років (вибірково) |
| Зображення                                                                                            | Зображення                                                      | Номінал                                                         | Діаметр (мм)                                                    | Маса (г)                                                        | Опис                                                              | Опис | Опис | Роки карбування                                                 |
| Аверс                                                                                                 | Реверс                                                          | Номінал                                                         | Діаметр (мм)                                                    | Маса (г)                                                        | Гурт                                                              | Аверс | Реверс | Роки карбування                                                 |
| --- | --------------------------------------------------------------- | --------------------------------------------------------------- | --------------------------------------------------------------- | --------------------------------------------------------------- | ----------------------------------------------------------------- | --- | --- | --------------------------------------------------------------- |
| 2 союзних талери ( = 3 гульдена) «Завершення будівництва Південної залізниці»                         |                                                                 |                                                                 |                                                                 |                                                                 |                                                                   | | |                                                                 |
| |                                                                 | 2 союзних талери ( = 3 гульдена)                                | 41                                                              | 37,037 900 ‰ Ag, 100 ‰ Cu                                       |                                                                   | «VOLLENDUNG DER OESTERREICHISCHEN SÜDBAHN», «2•VEREINS THALER», маяк, герби Відня та Трієста, локомотив і корабель, орел, дата | «FRANZ JOSEPH I•V•G•G•KAISER V•OESTERREICH», Франц Йосиф І, знак монетного двору «А», під портретом дрібні літери «C•R•» 1 варіант: кінчик лаврового листка закінчується на K; 2 варіант: кінчик лаврового листка закінчуються на A, CR під головою з малим інтервалом; 3 варіант: кінчик лаврового листа закінчуються на A, CR під головою з великим інтервалом (існує кілька новоробів монети: 1 варіант — біля герба Відня дата «1973», а біля герба Трієста дата «1983», під основою маяка написи «NUMISMATICA ISTRIA» і «TRIESTE»; 2 варіант — дрібний напис «BIJ» під основою маяка) | 1857                                                            |
| 1 союзний талер (нагородна монета за стрільбу) «III Німецькі федеральні змагання зі стрільби у Відні» |                                                                 |                                                                 |                                                                 |                                                                 |                                                                   | | |                                                                 |
| |                                                                 | 1 талер                                                         |                                                                 | 16,88                                                           |                                                                   | «III DEUTSCHES BUNDES-SCHIESSEN WIEN 1868», орел з віденським гербом, «1 Fthlr» | «WIR WOLLEN SEIN EIN EINIG VOLK VON BRÜDERN», unter Bildnis klein «SEIDAN» | 1868                                                            |
| 2 гульдени «Віденський стрілецький клуб» (стрілецький приз)                                           |                                                                 |                                                                 |                                                                 |                                                                 |                                                                   | | |                                                                 |
| |                                                                 | 2 гульдени                                                      | 36                                                              | 24,691 900 ‰ Ag, 100 ‰ Cu                                       |                                                                   | «FEST FREI SCHIESSEN VOM WIENER SCHÜTZEN VEREIN», двоголовий орел з гербом Відня та імператорською короною, номінал «2 FL», дата, під портретом дрібний напис «F. GAUL». Існує кілька видів новоробів: 1 варіант — під портретом дрібний напис «R•1973•KOLARSKY»); 2 варіант — позначення номіналу «2 FL•» і «4 DC•» | Франц Йосиф I, дубові та лаврові вінки | 1873                                                            |
| 1 гульден «Шахта Пршибрам — досягнення глибини 1000 метрів»                                           |                                                                 |                                                                 |                                                                 |                                                                 |                                                                   | | |                                                                 |
| |                                                                 | 1 гульден                                                       | 29                                                              | 12,346 900 ‰ Ag, 100 ‰ Cu                                       | «VIRIBVS VNITIS»                                                  | «UPOMINKA NA DOSAŽENOU KOLMOU HLOUBKU 1000 METRŮ», «ZUR ERINNERUNG AN DIE ERREICHTE SAIGERTEUFE VON 1000 METER», «PŘIBRAM», дата, лавровий вінок, молот і кувалда | «FRANC•IOS•I•D•G•AVSTRIAE IMPERATOR», Франц Йосиф I. | 1875                                                            |
| 1 талер («Раксалпський талер») «Відкриття будинку Карла Людвіга на річці Раксальп»                    |                                                                 |                                                                 |                                                                 |                                                                 |                                                                   | | |                                                                 |
| |                                                                 | 1 талер                                                         | 33,21 або 33,80                                                 | 18,50 або 18,55                                                 | «MIT HERZ UND HAND FUERS ALPENLAND»                               | «ZUR ERÖFFNUNG DES CARL LUDWIG HAUSES AUF DER RAXALPE IM SEPTEMBER 1877 *», краєвид на притулок, «GEDENKTHALER» | «CARL LUDWIG ERZHERZOG V. ÖSTERREICH PROTECTOR D. ÖSTERREICHISCHEN TOURISTEN CLUB *», ерцгерцог Карл Людвіг | 1877                                                            |
| 2 гульдени «Срібна річниця весілля»                                                                   |                                                                 |                                                                 |                                                                 |                                                                 |                                                                   | | |                                                                 |
| |                                                                 | 2 гульдени                                                      | 36                                                              | 24,691 g 900 ‰ Ag, 100 ‰ Cu                                     | «ZWEI GVLDEN XLV KÉT FORINT»                                      | «*QVINTVM•MATRIMONII•LVSTRVM•CELEBRANT• XXIV•APRILIS•MDCCCLXXIX», фортуна, що сидить з рогом достатку | «*FRANC•IOS•I•D•G•AVSTR•IMP•ET•HVNG•REX•AP• *ELISABETHA•IMP•ET•REG•», Франц Йосиф I та Єлизавета | 1879                                                            |
| Перші Австрійські федеральні змагання зі стрільби у Відні (стрілецький приз)                          |                                                                 |                                                                 |                                                                 |                                                                 |                                                                   | | |                                                                 |
| |                                                                 | [ 9 ]                                                           | 36                                                              | 24,691 900 ‰ Ag, 100 ‰ Cu                                       |                                                                   | «I. OESTERREICHISCHES BUNDESSCHIESSEN», орел | «UEB AUG UND HAND FUER'S VATERLAND», алегоричні фігури, дата, ліворуч від портрета дрібний напис «A•SCHARFF» | 1880                                                            |
| 1 талер («Нуміс-талер») Віденського нумізматичного товариства на честь 400-річчя талера               |                                                                 |                                                                 |                                                                 |                                                                 |                                                                   | | |                                                                 |
| |                                                                 | 1 талер                                                         |                                                                 | 28,43                                                           | «400-JAEHR. THALER JVBILAEUM — D. NVMISM. GESELLSCH. — WIEN 1884» | «SIGISMVNDVS*ARCHIDVX*AUSTRIE*», ерцгерцог Сигізмунд | «FRANC•IOS•I•D•G• IMP•ET REX*MDCCCLXXXIV», Франц Йосиф I, ліворуч під портретом дрібний напис «A•Scharff» (новороби мають під портретом дрібні написи «A•PETER» і «R•1974») | 1884                                                            |
| Другі Австрійські федеральні змагання зі стрільби в Інсбруку (стрілецький приз)                       |                                                                 |                                                                 |                                                                 |                                                                 |                                                                   | | |                                                                 |
| |                                                                 | [ 13 ]                                                          | 36                                                              | 24,691 900 ‰ Ag, 100 ‰ Cu                                       |                                                                   | «ZWEITES:ŒSTERR:BVNDESSCHIESSEN:INNSBRVCK», коронований тірольський орел, дата | «MAXIMILIAN:RŒM:KAISER:ERZH:Z:Œ:G:V:TIROL»,, портрет імператора Максиміліана в мисливському костюмі з арбалетом, під портретом дрібний напис «A•SCHARFF» und «BUSSON» | 1885                                                            |
| 2 гульдени («DVO FLOR») «Відновлення роботи шахт Куттенберга»                                         |                                                                 |                                                                 |                                                                 |                                                                 |                                                                   | | |                                                                 |
| |                                                                 | 2 гульдени                                                      | 36                                                              | 24,691 g 900 ‰ Ag, 100 ‰ Cu                                     | «PRIMITIAE FODIN • KVTTENB • AB AERARIO ITERVM SVSCEPTARVM * •»   | «ECCL•S•BARBARAE PATRONAE FODIN•KVTTENBERGENSIVM», «DVO FLOR•», «ARG•PVRI•», MDCCCLXXXVII, Собор Св. Варвари в Кутна Горі, під портретом дрібний напис «A. NEUDECK» (новороби мають під портретом дрібний напис «R 74 KOLARSKY»)                                                                                     | «FRANC•IOS•I•D•G•AVSTRIAE IMPERATOR», Франц Йосиф I. | 1887                                                            |
| Треті Австрійські федеральні змагання зі стрільби у Граці (стрілецький приз)                          |                                                                 |                                                                 |                                                                 |                                                                 |                                                                   | | |                                                                 |
| |                                                                 | 2 флорини                                                       | 36                                                              | 24,691 g 900 ‰ Ag, 100 ‰ Cu                                     |                                                                   | «3. OESTERREICH. BUNDESSCHIESSEN IN GRAZ», Герб Граца в трилиснику, дата | імператор Франц Йосиф I у мисливському костюмі стоїть на тлі гірського пейзажу | 1889                                                            |
| Примітки: 1. 2. 3. 4. 5. 6. 7. 8. 9. 10. 11. 12. 13. 14. 15. 16. 17. 18. 19.                          |                                                                 |                                                                 |                                                                 |                                                                 |                                                                   | | |                                                                 |

### Монети угорського типу
| Монети Австро-Угорщини 1867—1892                    | Монети Австро-Угорщини 1867—1892 | Монети Австро-Угорщини 1867—1892 | Монети Австро-Угорщини 1867—1892 | Монети Австро-Угорщини 1867—1892 | Монети Австро-Угорщини 1867—1892 | Монети Австро-Угорщини 1867—1892                                                                                 | Монети Австро-Угорщини 1867—1892 | Монети Австро-Угорщини 1867—1892                                     |
| Bild                                                | Bild                             | Номінал                          | Діаметр (мм)                     | Маса (г)                         | Опис                             | Опис | Опис | Роки карбування                                                      |
| Аверс                                               | Реверс                           | Номінал                          | Діаметр (мм)                     | Маса (г)                         | Гурт                             | Аверс | Реверс | Роки карбування                                                      |
| --------------------------------------------------- | -------------------------------- | -------------------------------- | -------------------------------- | -------------------------------- | -------------------------------- | --- | --- | -------------------------------------------------------------------- |
|                                                     |                                  | 5⁄10 крейцера                    | 17                               | 1,667                            | Гладкий                          | Номінал, дата, знак монетного двору «K•B•»                                                                       | «MAGYAR KIRÁLYI VÁLTÓ PÉNZ», Герб Угорщини середнього розміру | 1882 KB                                                              |
|                                                     |                                  | 1 крейцер                        | 19                               | 3,333                            | Гладкий                          | Номінал, дата, знак монетного двору «K•B•» або «GY•F•»                                                           | «MAGYAR KIRÁLYI VÁLTÓ PÉNZ», Герб Угорщини малого розміру з ангелами | 1868 KB — 1869 KB, 1872 KB — 1873 KB, 1868 GY.F                      |
|                                                     |                                  | 1 крейцер                        | 19                               | 3,333                            | Гладкий                          | Номінал, дата, знак монетного двору «K•B•»                                                                       | «MAGYAR KIRÁLYI VÁLTÓ PÉNZ», Герб Угорщини середнього розміру | 1878 KB — 1879 KB, 1881 KB — 1883 KB, 1885 KB — 1888 KB              |
|                                                     |                                  | 1 крейцер                        | 19                               | 3,333                            | Гладкий                          | Номінал, дата, знак монетного двору «K•B•»                                                                       | «MAGYAR KIRÁLYI VÁLTÓ PÉNZ», Герб Угорщини (включно з Гербом Фіуме) | 1891 KB — 1892 KB                                                    |
|                                                     |                                  | 4 крейцера                       | 27                               | 13,333                           | Гладкий                          | Номінал, дата, знак монетного двору «K•B•» або «GY•F•» (1868 року вийшли новороби із розеткою під знаком «K•B•») | «MAGYAR KIRÁLYI VÁLTÓ PÉNZ», Герб Угорщини з ангелом | 1868 KB, 1868 GY.F                                                   |
|                                                     |                                  | 10 крейцерів                     | 18                               | 1,667 400 ‰ Ag                   | Гладкий                          | «VÁLTÓ PÉNZ», Корона Святого Стефана, номінал, дата «1867», знак монетного двору «B»                             | «FERENCZ JÓZSEF A. CSÁSZÁR MAGYARORSZÁG AP. KIRÁLYA», Франц Йосиф I | 1867 B                                                               |
|                                                     |                                  | 10 крейцерів                     | 18                               | 1,667 400 ‰ Ag                   | Гладкий                          | «VÁLTÓ PÉNZ», Корона Святого Стефана, номінал, дата «1868»                                                       | «FERENCZ JÓZSEF A. CSÁSZÁR MAGYARORSZÁG AP. KIRÁLYA», Франц Йосиф I, знак монетного двору «K•B•» або «GY•F•» (1868 року вийшли новороби зі знаком «K•B•», де перед написом «FERENC» є розетка) | 1868 KB, 1868 GY.F                                                   |
|                                                     |                                  | 10 крейцерів                     | 18                               | 1,667 400 ‰ Ag                   | Гладкий                          | «MAGYAR KIRÁLYI VÁLTÓ PÉNZ», Корона Святого Стефана, номінал, дата                                               | «FERENCZ JÓZSEF A. CSÁSZÁR MAGYARORSZÁG AP. KIRÁLYA», Франц Йосиф I, знак монетного двору «K•B•» або «GY•F•» (1868 року вийшли новороби зі знаком «K•B•», де перед написом «FERENC» є розетка) | 1868 KB — 1869 KB, 1868 GY.F — 1869 GY.F                             |
|                                                     |                                  | 10 крейцерів                     | 18                               | 1,667 400 ‰ Ag                   | Гладкий                          | «VÁLTÓ PÉNZ», Корона Святого Стефана, номінал, дата                                                              | «FERENCZ JÓZSEF I.K.A.CS. ÉS M.H.S.D.O.AP.KIR», Франц Йосиф I, знак монетного двору «K•B•» або «GY•F•»                                                                                         | 1870 KB, 1870 GY.F — 1871 GY.F, 1872 KB — 1877 KB, 1887 KB — 1888 KB |
|                                                     |                                  | 20 крейцерів                     | 21                               | 2,667 500 ‰ Ag                   | Гладкий                          | «VÁLTÓ PÉNZ», Корона Святого Стефана, номінал, дата                                                              | «FERENCZ JÓZSEF A. CSÁSZÁR MAGYARORSZÁG AP. KIRÁLYA», Франц Йосиф I, знак монетного двору «K•B•» або «GY•F•» (1868 року вийшли новороби зі знаком «K•B•», де перед написом «FERENC» є розетка) | 1868 KB, 1868 GY.F                                                   |
|                                                     |                                  | 20 крейцерів                     | 21                               | 2,667 500 ‰ Ag                   | Гладкий                          | «MAGYAR KIRÁLYI VÁLTÓ PÉNZ», Корона Святого Стефана, номінал, дата                                               | «FERENCZ JÓZSEF A. CSÁSZÁR MAGYARORSZÁG AP. KIRÁLYA», Франц Йосиф I, знак монетного двору «K•B•» або «GY•F•» (1868 року вийшли новороби зі знаком «K•B•», де перед написом «FERENC» є розетка) | 1868 KB — 1869 KB, 1868 GY.F — 1869 GY.F                             |
|                                                     |                                  | 20 крейцерів                     | 21                               | 2,667 500 ‰ Ag                   | Гладкий                          | «VÁLTÓ PÉNZ», Корона Святого Стефана, номінал, дата                                                              | «FERENCZ JÓZSEF I.K.A.CS. ÉS M.H.S.D.O.AP.KIR.», Франц Йосиф I, знак монетного двору «GY•F•»                                                                                                   | 1870 KB — 1872 KB, 1870 GY.F                                         |
|                                                     |                                  | 1 форинт                         | 29                               | 12,346 900 ‰ Ag                  | «BIZALMAM AZ ŐSI ERÉNYBEN»       | «MAGYAR ORSZÁG AP. KIRÁLYA», Герб Угорщини середнього розміру з ангелами, номінал, дата                          | «FERENCZ JÓZSEF A. CSÁSZÁR», Франц Йосиф I, знак монетного двору «K•B•» або «GY•F•» (1868 року вийшли новороби із знаком «K•B•», де перед написом «FERENC» є розетка)                          | 1868 KB — 1869 KB, 1868 GY.F — 1869 GY.F                             |
|                                                     |                                  | 1 форинт                         | 29                               | 12,346 900 ‰ Ag                  | «BIZALMAM AZ ŐSI ERÉNYBEN»       | «MAGYAR KIRÁLYSÁG», Герб Угорщини середнього розміру, номінал, дата                                              | «FERENCZ JÓZSEF I.K.A.CS. ÉS M.H.S.D.O.AP.KIR.», Франц Йосиф I, знак монетного двору «K•B•» або «GY•F•»                                                                                        | 1870 KB — 1881 KB, 1870 GY.F — 1871 GY.F                             |
|                                                     |                                  | 1 форинт                         | 29                               | 12,346 900 ‰ Ag                  | «BIZALMAM AZ ŐSI ERÉNYBEN»       | «MAGYAR KIRÁLYSÁG», Герб Угорщини середнього розміру в бароковому стилі, номінал, дата                           | «FERENCZ JÓZSEF I.K.A.CS. ÉS M.H.S.D.O.AP.KIR.», Франц Йосиф I, знак монетного двору «K•B•» (1892 року вийшли новороби із знаком «K•B•», де перед написом «FERENC» є розетка)                  | 1882 KB — 1890 KB                                                    |
|                                                     |                                  | 1 форинт                         | 29                               | 12,346 900 ‰ Ag                  | «BIZALMAM AZ ŐSI ERÉNYBEN»       | «MAGYAR KIRÁLYSÁG», Герб Угорщини середнього розміру (включаючи Герб Фіуме), номінал, дата                       | «FERENCZ JÓZSEF I.K.A.CS. ÉS M.H.S.D.O.AP.KIR.», Франц Йосиф I, знак монетного двору «K•B•» (1892 року вийшли новороби із знаком «K•B•», де перед написом «FERENC» є розетка)                  | 1890 KB — 1892 KB                                                    |
|                                                     |                                  | 4 форинта = 10 франкенів         | 19                               | 3,226 900 ‰ Au                   | Рифлений                         | «MAGYAR KIRÁLYSÁG», Герб Угорщини, номінал, дата                                                                 | «FERENCZ JÓZSEF I.K.A.CS. ÉS M.H.S.D.O.AP.KIR.», Франц Йосиф I, знак монетного двору «K•B•» або «GY•F•»                                                                                        | 1870 KB — 1880 KB, 1870 GY.F                                         |
|                                                     |                                  | 4 форинта = 10 франкенів         | 19                               | 3,226 900 ‰ Au                   | Рифлений                         | «MAGYAR KIRÁLYSÁG», Герб Угорщини, номінал, дата                                                                 | «FERENCZ JÓZSEF I.K.A.CS. ÉS M.H.S.D.O.AP.KIR.», Франц Йосиф I (у старшому віці), знак монетного двору «K•B•»                                                                                  | 1880 KB — 1890 KB                                                    |
|                                                     |                                  | 4 форинта = 10 франкенів         | 19                               | 3,226 900 ‰ Au                   | Рифлений                         | «MAGYAR KIRÁLYSÁG», Герб Угорщини середнього розміру (включаючи Герб Фіуме), номінал, дата                       | «FERENCZ JÓZSEF I.K.A.CS. ÉS M.H.S.D.O.AP.KIR.», Франц Йосиф I (у старшому віці), знак монетного двору «K•B•»                                                                                  | 1890 KB — 1892 KB                                                    |
|                                                     |                                  | 8 форинта = 20 франкенів         | 21                               | 6,452 g 900 ‰ Au                 | Рифлений                         | «MAGYAR KIRÁLYSÁG», Герб Угорщини, номінал, дата                                                                 | «FERENCZ JÓZSEF I.K.A.CS. ÉS M.H.S.D.O.AP.KIR.», Франц Йосиф I, знак монетного двору «K•B•» або «GY•F•»                                                                                        | 1870 KB — 1880 KB, 1870 GY.F — 1871 GY.F                             |
|                                                     |                                  | 8 форинта = 20 франкенів         | 21                               | 6,452 g 900 ‰ Au                 | Рифлений                         | «MAGYAR KIRÁLYSÁG», Герб Угорщини, номінал, дата                                                                 | «FERENCZ JÓZSEF I.K.A.CS. ÉS M.H.S.D.O.AP.KIR.», Франц Йосиф I (у старшому віці), знак монетного двору «K•B•»                                                                                  | 1880 KB — 1891 KB                                                    |
|                                                     |                                  | 8 Forint = 20 франкенів          | 21                               | 6,452 g 900 ‰ Au                 | Рифлений                         | «MAGYAR KIRÁLYSÁG», Герб Угорщини середнього розміру (включаючи Герб Фіуме), номінал, дата                       | «FERENCZ JÓZSEF I.K.A.CS. ÉS M.H.S.D.O.AP.KIR.», Франц Йосиф I (у старшому віці), знак монетного двору «K•B•»                                                                                  | 1890 KB — 1892 KB                                                    |
| Золоті інвестиційні монети Угорщини                 |                                  |                                  |                                  |                                  |                                  | | |                                                                      |
|                                                     |                                  | 1 дукат                          | 19,75                            | 3,490 986 ‰ Au 14 ‰ Cu           | Рифлений                         | «MAGYAR ORSZÁG AP. KIRÁLYA», Герб Угорщини малого розміру з ангелами, дата                                       | «FERENCZ J. A. CSÁSZÁR», Франц Йосиф I (стоїть), знак монетного двору «K•B•» або «GY•F•» | 1868 KB — 1869 KB, 1868 GY.F — 1869 GY.F                             |
|                                                     |                                  | 1 дукат                          | 19,75                            | 3,490 986 ‰ Au 14 ‰ Cu           | Рифлений                         | «MAGYAR KIRÁLYSÁG», Герб Угорщини середнього розміру, дата                                                       | «• FERENCZ JÓZSEF I.K.A.CS. ÉS M.H.S.D.O.AP.KIR.», Франц Йосиф I, знак монетного двору «K•B•» (існують новороби монети, які містять крапку перед написом «FERENCZ»)                            | 1870 KB (новороб)                                                    |
|                                                     |                                  | 1 дукат                          | 19,75                            | 3,490 986 ‰ Au 14 ‰ Cu           | Рифлений                         | «MAGYAR KIRÁLYSÁG», Герб Угорщини середнього розміру, дата                                                       | «FERENCZ JÓZSEF I.K.A.CS. ÉS M.H.S.D.O.AP.KIR.», Франц Йосиф I, знак монетного двору «K•B•» | 1877 KB, 1879 KB — 1881 KB                                           |
| Anmerkungen: 1. 2. 3. 4. 5. 6. 7. 8. 9. 10. 11. 12. |                                  |                                  |                                  |                                  |                                  | | |                                                                      |

## Банкноти
| Banknoten nach dem Ausgleich       | Banknoten nach dem Ausgleich | Banknoten nach dem Ausgleich | Banknoten nach dem Ausgleich | Banknoten nach dem Ausgleich           | Banknoten nach dem Ausgleich           | Banknoten nach dem Ausgleich | Banknoten nach dem Ausgleich | Banknoten nach dem Ausgleich |
| Зображення                         | Зображення                   | Номінал                      | Розміри (мм)                 | Опис                                   | Опис                                   | Дати                         | Дати                         | Дати                         |
| Аверс                              | Реверс                       | Номінал                      | Розміри (мм)                 | Аверс                                  | Реверс                                 | Друк                         | Введення                     | Вилучення                    |
| ---------------------------------- | ---------------------------- | ---------------------------- | ---------------------------- | -------------------------------------- | -------------------------------------- | ---------------------------- | ---------------------------- | ---------------------------- |
|                                    |                              | 10 гульденів / форинтів      | 132 × 89                     | Жіночі фігури                          | Жіночі фігури                          | 1 травня 1880                | 3 січня 1881                 | 28 лютого 1903               |
|                                    |                              | 100 гульденів / форинтів     | 153 × 107                    | Алегоричні фігури                      | Алегоричні фігури                      | 1 травня 1880                | 31 жовтня 1881               | 30 квітня 1904               |
|                                    |                              | 1.000 гульденів / форинтів   | 180 × 126                    | Молоді жінки                           | Молоді жінки                           | 1 травня 1880                | 31 жовтня 1881               | 30 квітня 1904               |
| Staatsbanknoten nach dem Ausgleich |                              |                              |                              |                                        |                                        |                              |                              |                              |
|                                    |                              | 1 гульден / форинт           | 71 × 112                     | Франц Йосиф I                          | Франц Йосиф I                          | 1 січня 1882                 | 6 жовтня 1882                | 30 червня 1890               |
|                                    |                              | 1 гульден / форинт           | 68 × 105                     | Франц Йосиф I та ангели                | Франц Йосиф I та ангели                | 1 липня 1888                 | 13 липня 1889                | 30 червня 1890               |
|                                    |                              | 5 гульденів / форинтів       | 136 × 92                     | Франц Йосиф I та жіночі фігури         | Франц Йосиф I та жіночі фігури         | 1 січня 1881                 | 1 жовтня 1881                | 28 лютого 1903               |
|                                    |                              | 50 гульденів / форинтів      | 170 × 110                    | Франц Йосиф I та алегорична композиція | Франц Йосиф I та алегорична композиція | 1 січня 1884                 | 23 травня 1884               | 28 лютого 1903               |